# Gillet, Uppsala
För andra betydelser, se Hotell Gillet.

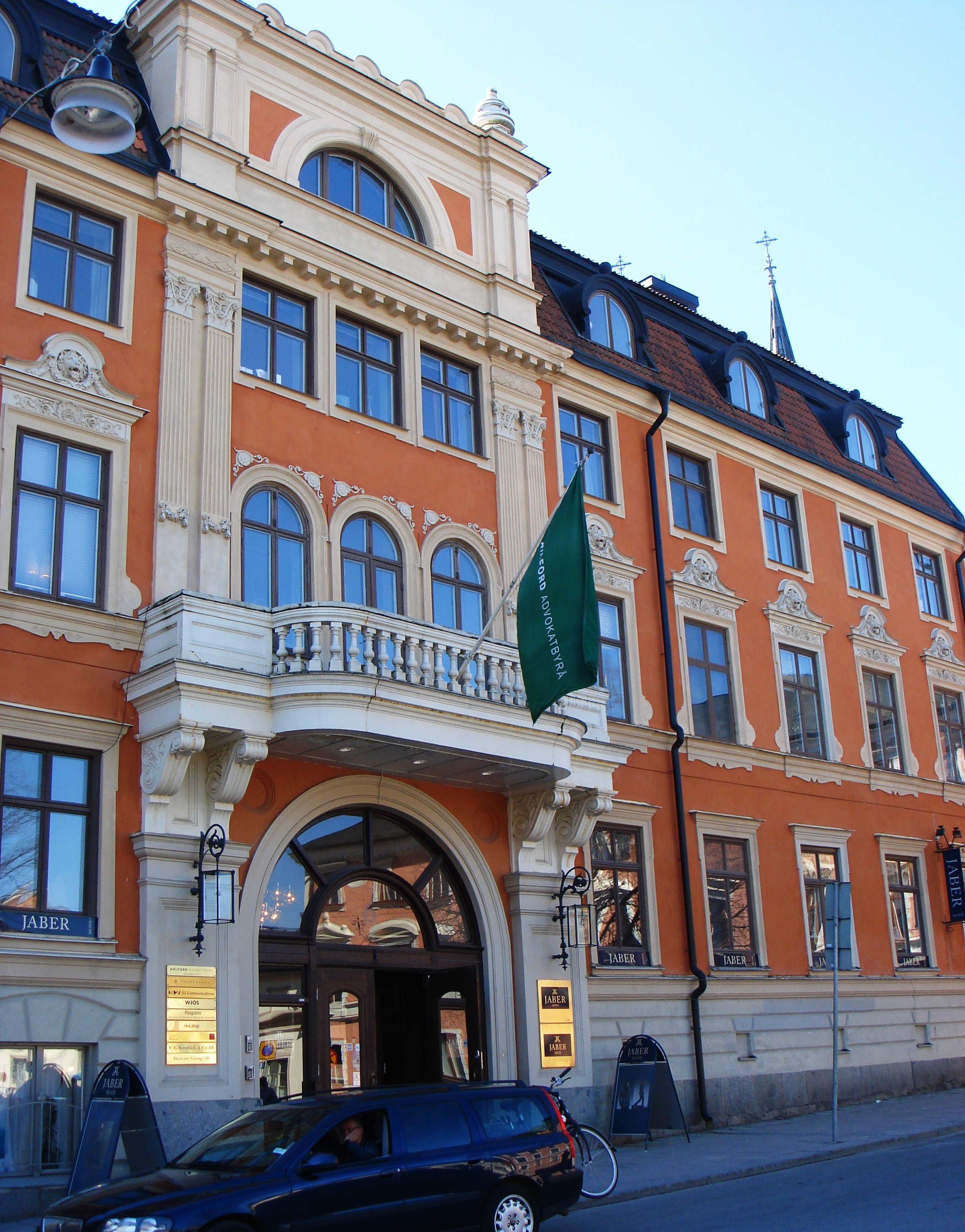
Gillets gamla byggnad år 2007.

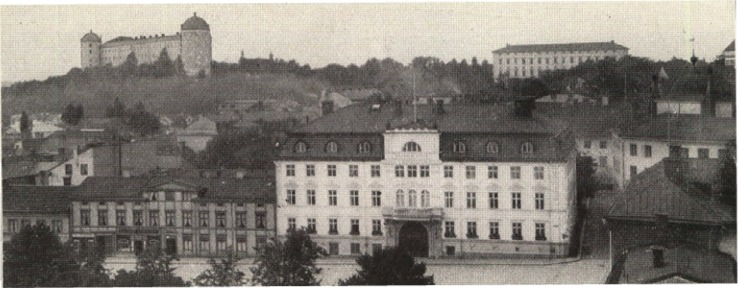
Gillet vid Fyristorg år 1920.

Gillet, Uppsala, eller kort bara Gillet, var ett känt hotell med restaurang vid Fyristorg i Uppsala.
Fastigheten har medeltida ursprung. Dagens byggnad uppfördes 1712, och fungerade då som hospital för fattiga och sjuka. År 1811 köptes fastigheten av sällskapet Uppsala Gille för att där bedriva restaurangrörelse, och då skapades även en festvåning. Under 1850-talet tillkom en tredje våning, och 1873 byggdes huset om efter ritningar av arkitekten Adrian Crispin Peterson, e. o. konduktör på Överintendentsämbetet och under perioden stadens ende praktiserande arkitekt. Vid ombyggnaden fick husets exteriör i stort sett dagens utseende. Ritningarna för ombyggnaden hängde länge i byggnadens entré, men såldes under 2010-talet av Uppsala auktionskammare. Mellan 1908 och 1973 fanns i huset också ett hotell, Hotell Gillet, och byggnaden kallas än idag ofta för "Gamla Gillet". 
När restaurangen lades ned 1973 räddades huset från rivning av en stark lokal opinion. Uppsala Akademiförvaltning övertog fastigheten 1994, och inledde sedan ett omfattande restaureringsarbete. Därefter har det i huset funnits både en konsthall samt kontor och butiker av olika slag.
Hotell Gillet, Stockholm, eller kort bara Hotell Gillet, däremot var ett hotell och en restaurang som låg på Brunkebergstorg på Norrmalm i Stockholm och vars senare byggnad invigdes ca 1915 och revs 1969.

## Övrigt
Efter de von Sydowska morden den 7 mars 1932 tog Fredrik von Sydow sitt och sin hustrus liv i hotellets vestibul.
Vid Dragarbrunnsgatan i Uppsala finns sedan 1973 ett hotell som har tagit över namnet Gillet, och idag är namnet Clarion Hotel Gillet.